# BTR plc
BTR fue una compañía industrial multinacional británica constituida por un grupo de empresas con sede en Londres, Reino Unido, fundada en 1924. 
Creció fuertemente por adquisición bajo el liderazgo de Owen Green, se fusionó con Siebe en 1999, para formar BTR Siebe plc, posteriormente renombrada Invensys. BTR cotizaba en la Bolsa de Valores de Londres. Una vez fue componente del Índice FTSE 100. Invensys fue comprada y absorbida por Schneider Electric, en 2014.

## Historia

### Primeros años
BTR comenzó en 1924, cuando la BFGoodrich Company, de los EE. UU., instauró en el Reino Unido una subsidiaria: British Goodrich Rubber Co. Ltd. En 1934, Goodrich vendió la mayoría de sus acciones, y la compañía cambió su nombre a British Tire & Rubber Co. Ltd.
En 1956, nuevamente la empresa cambió su nombre, esta vez a BTR Limited, y cesó la producción de neumáticos.

### Owen Green y años posteriores; grupo industrial adquisitivo
De 1967 a 1993, la empresa estuvo dominada por Sir Owen Green, primero como director gerente (hasta 1986) y luego como presidente. Se enfocó en los márgenes operacionales y en el flujo de caja, con la mira en el costo de una inversión a largo plazo. [cita requerida]
En 1982, BTR había adquirido una gran cantidad de empresas en el Reino Unido, Estados Unidos, Canadá, Australia, Sudáfrica y Alemania. Adquirió el grupo Thomas Tilling, en 1983, y Dunlop Holdings plc, en 1985. El negocio de neumáticos de carretera de Dunlop se vendió inmediatamente a Sumitomo Rubber Industries. A finales de 1985 lanzó una oferta pública de adquisición hostil de  Pilkington, un fabricante líder de vidrio de alta calidad, con operaciones en todo el mundo. Después de una exitosa campaña defensiva de Pilkington, BTR hubo de retirar su oferta, a principios de 1986.
A finales de 1988, mediante una subsidiaria, BTR compró Schlegel Corporation. Esta empresa tenía instalaciones de fabricación de sellos para puertas y ventanas y productos relacionados, en doce países.
Sus filiales Schlegel UK y Schlegel GmbH fabricaban productos para la construcción y el automóvil en Europa.
Después de la compra, BTR transfirió las subsidiarias Schlegel UK y Schlegel GmbH, de Schlegel Corporation, a sí misma. Para efectos legales, hubo una disputa acerca de la valoración de la transferencia. BTR valoró las subsidiarias Schlegel UK y Schlegel GmbH en $ 21 846 000 y $ 9 400 000. El Servicio de Impuestos Internos las valoró en $ 49 069 000 y $ 13 246 000.
En 1992, BTR plc adquirió  Hawker Siddeley Group plc, por 1 500 millones de libras esterlinas.
En Australia, BTR tuvo también una operación de productos industriales: Nylex, de la cual obtuvo el control completo en 1995.

### Años finales
Entre 1996 y 1998, BTR vendió las compañías Dunlop restantes. En noviembre de 1997, UniPoly S.A. compró 32 compañías de BTR, incluidas Schlegel Sealing y Shielding Group, por aproximadamente $867 millones.
El trato consistió en que UniPoly Group tomaría la mayor parte de los negocios de los productos de caucho de BTR plc.
Durante esos años, BTR se dedicó las áreas de negocios siguientes: Ingeniería, Empaques, Materiales, productos para la construcción , Polímeros.
En 1999, BTR se fusionó con Siebe para formar BTR Siebe plc, que luego se renombró Invensys plc.